# Spazio di Sierpiński
In matematica, lo spazio di Sierpiński (o insieme di due punti connessi) è uno spazio topologico finito con due punti, solo uno dei quali è chiuso.
È l'esempio più piccolo di uno spazio topologico che non sia né banale né discreto. Prende il nome dal matematico Wacław Sierpiński.
Lo spazio di Sierpiński ha una relazione importante con la teoria della Computazione e della semantica.

## Definizione e proprietà fondamentali
Esplicitamente, lo spazio di Sierpiński è uno spazio topologico S il cui insieme di punti è {0,1} e i cui insiemi aperti sono:
{\displaystyle \{\varnothing ,\{1\},\{0,1\}\}}
ed i chiusi sono:
{\displaystyle \{\varnothing ,\{0\},\{0,1\}\}.}
L'insieme singoletto {0} è chiuso (ma non aperto) e l'insieme {1} è aperto (ma non chiuso).
L'operatore di chiusura su S è determinato da
{\displaystyle {\overline {\{0\}}}=\{0\},\qquad {\overline {\{1\}}}=\{0,1\}.}
Uno spazio topologico finito è anche univocamente determinato dal preordine di specializzazione. Per lo spazio di Sierpiński questo preordine è in realtà un ordine parziale, dato da
{\displaystyle 0\leq 0,\qquad 0\leq 1,\qquad 1\leq 1.}

## Proprietà topologiche
Lo spazio di Sierpiński S è un caso particolare sia di topologia del punto speciale (con punto speciale 1) sia di topologia del punto escluso (con punto escluso 0). Quindi S ha molte proprietà in comune con entrambe le topologie.

### Separazione
- I punti 0 e 1 sono topologicamente distinguibili in S, cioè non hanno la stessa famiglia di intorni; infatti {1} è un insieme aperto che contiene uno solo di questi punti. Quindi S è uno spazio T0 di Kolmogorov.
- Comunque, S non è T1 dato che il punto 1 non è chiuso. Da ciò segue che S non è uno spazio di Hausdorff o Tn per nessun n ≥ 1.
- S non è regolare (o completamente regolare) dato che il punto 1 e l'insieme chiuso disgiunto {0} non possono essere separati da intorni. (Anche la regolarità, in presenza di T0 implicherebbe la proprietà di Hausdorff).
- S è uno spazio vacuamente [2] normale e completamente normale dato che non esistono insiemi non vuoti separati.
- S è non perfettamente normale, dato che gli insiemi disgiunti {\displaystyle \varnothing } e {0} non possono essere separati in modo preciso da una funzione. Infatti {0} non può essere l'insieme zero di nessuna funzione continua S → R, dato che ogni funzione di questo tipo è costante.

### Connessione
- Lo spazio di Sierpiński S è sia iperconnesso (dato che ogni insieme aperto non vuoto contiene 1) che ultraconnesso (dato che ogni insieme chiuso non vuoto contiene 0).
- Segue che S è sia connesso sia connesso per archi.
- Un arco da 0 a 1 in S è dato dalla funzione f(0) = 0 e f(t) = 1 per t > 0. La funzione f:  I → S è continua dato che f−1(1) = (0,1] è aperto in I.
- Come tutti gli spazi topologici finiti, S è localmente connesso per archi.
- Lo spazio di Sierpiński è uno contraibile, così che il gruppo fondamentale di S è un gruppo banale di un solo elemento come sono tutti i gruppi di omotopia.

### Compattezza
- Come tutti gli spazi topologici finiti, lo spazio di Sierpiński è sia compatto che e secondo-numerabile - in inglese second-countable space - ovvero uno spazio avente una base numerabile.
- Il sottoinsieme compatto {1} di S non è chiuso, ciò mostra che i sottoinsiemi compatti degli spazi T0 non devono essere necessariamente chiusi.
- Ogni ricoprimento di aperti di S deve contenere S stesso, dato che S è l'unico intorno aperto di 0. Quindi ogni ricoprimento di aperti di S ha il sottoricoprimento che consiste in un unico insieme {S}.
- Segue che S è uno spazio completamente normato.[3]

### Convergenza
- Ogni successione in S converge al punto 0. Questo perché l'unico intorno di 0 in S è l'insieme S stesso.
- Una successione in S converge a 1 se e solo se la successione contiene solo un numero finito di termini uguali a 0 (ad esempio una successione eventualmente composta, da un certo termine in poi, solo da termini uguali a 1).
- Il punto 1 è un punto di accumulazione di una successione in S se e solo se la successione contiene infiniti termini uguali a 1.
- Esempi:
  - 1 non è un punto di accumulazione di (0,0,0,0,…).
  - 1 è un punto di accumulazione (ma non un limite) di (0,1,0,1,0,1,…).
  - La successione (1,1,1,1,…) converge sia a 0 che a 1.

### Metrizzabilità
- Lo spazio S di Sierpiński non è metrizzabile o pseudometrico dato che non è regolare.
- S è generato dalla distanza emimetrica  o pseudo-quasisimmetrica {\displaystyle d(0,1)=0} and {\displaystyle d(1,0)=1}.

### Altre proprietà
- Ci sono solo tre funzioni continue da S in se stesso: l'identità e le funzioni costanti relative ai valori 0 e 1.
- Segue che l'omeomorfismo di S è un gruppo banale.

## Funzioni continue nello spazio di Sierpiński
Sia X un insieme arbitrario. L'insieme di tutte le funzioni da X all'insieme {0,1}, tipicamente denotato come 2X, è costituito precisamente dalle funzioni caratteristiche di X. Ciascuna di queste funzioni caratterizza un sottoinsieme U di X ed ha la forma
{\displaystyle \chi _{U}(x)={\begin{cases}1&x\in U\\0&x\not \in U\end{cases}}} .
In altre parole, l'insieme delle funzioni in 2X è in corrispondenza biunivoca con P(X), l'insieme delle parti di X. Ogni sottoinsieme U di X ha la sua funzione caratteristica χU e ogni funzione da X a {0,1} caratterizza un sottoinsieme di X.
Adesso supponiamo che X sia uno spazio topologico e supponiamo anche che {0,1} abbia la topologia di Sierpiński. Allora una funzione χU : X → S è continua se e solo se χU−1(1) è aperto in X. Ma, per definizione, {\displaystyle \chi _{U}^{-1}(1)=U.}
Dunque χU è continuo se e solo se U è un aperto in X. Indichiamo con C(X,S) l'insieme di tutte le mappe continue da X a S e con T(X) la topologia di X (ad esempio la famiglia di tutti gli insiemi aperti). Allora abbiamo una corrispondenza biunivoca da T(X) a C(X,S) che manda l'insieme aperto U in χU.
{\displaystyle C(X,S)\cong {\mathcal {T}}(X)}
Cioè, se identifichiamo 2X con P(X), il sottoinsieme delle funzioni continue C(X,S) ⊂ 2X è precisamente la topologia di X: T(X) ⊂ P(X).

### Descrizione rispetto alla teoria delle categorie
La struttura sopra presentata può essere efficacemente descritta usando il linguaggio della teoria delle categorie. Esiste il funtore controvariante T : Top → Set dalla categoria degli spazi topologici alla categoria degli insiemi che assegna ad ogni spazio topologico X il suo insieme di insiemi aperti T(X) e ad ogni sua funzione continua f : X → Y la mappa immagine
{\displaystyle f^{-1}:{\mathcal {T}}(Y)\to {\mathcal {T}}(X).}
L'affermazione diviene quindi: il funtore controvariante T è rappresentato da (S, {1}) dove S è lo spazio di Sierpiński. Cioè, T è naturalmente isomorfo al funtore Hom Hom(–, S) con l'isomorfismo naturale determinato dall'elemento universale - in inglese: universal element - {1} ∈ T(S).

### La topologia iniziale
Un qualsiasi spazio topologico X ha la topologia iniziale indotta dalla famiglia C(X,S) di funzioni continue aventi come codominio lo spazio di Sierpiński. Infatti, per rendere la topologia su X meno 'fine', si devono rimuovere degli insiemi aperti. Ma rimuovere l'insieme aperto U rende χU non continuo. Dunque X ha la topologia meno raffinata possibile tra quelle che conservano la continuità di ogni funzione in C(X,S).
La famiglia di funzioni C(X,S) separa i punti in X se e solo se X è uno spazio T0. Due punti x e y saranno separati dalla funzione χU se e solo se l'insieme aperto U contiene solamente uno dei due punti. Questo significa esattamente che x e y sono topologicamente distinguibili.
Quindi se X è spazio T0, possiamo incorporare X come un sottospazio di un prodotto di spazi di Sierpiński, dove si ha una copia di S per ogni insieme aperto U in X. La mappa che incorpora X
{\displaystyle e:X\to \prod _{U\in {\mathcal {T}}(X)}S=S^{{\mathcal {T}}(X)}}
è data da 
{\displaystyle e(x)_{U}=\chi _{U}(x).}
Dato che il sottospazio e i prodotti degli spazi T0 sono T0, segue che uno spazio topologico è T0, se e solo se è omeomorfa al sottospazio di una potenza di S.

## In geometria algebrica
In geometria algebrica lo spazio di Sierpiński viene introdotto come spettro, Spec(R), di un anello di valutazione discreto R come Z(2) (la localizzazione degli interi all'ideale primo generato da 2). Il punto generico di Spec(R), che proviene dall'ideale nullo, corrisponde al punto aperto 1, mentre il punto speciale di Spec(R), che proviene dall'unico ideale massimo, corrisponde al punto chiuso 0.